# Kløcker
(de) Kløcker/von Klöcker er en nulevende dansk lavadelsslægt, der stammer fra den tysk-romerske adel.
Familien Klöcker blev optaget i den tyske adel af kejser Rudolph II, idet brødrene Philipp Jacob og Carl Klockher, som stammede fra en patricierfamilie i Görlitz, erholdt et adelsbrev 12. juli 1586 af den tyske kejser. Dens adel blev fornyet 16. august 1757 af kejser Frans I.
Etatsråd Herman Lengerken (de) Kløcker (1706-1765) til Gjeddesdal, borgmester i København, og hans da afdøde broder Johannes (de) Kløckers børn blev 31. marts 1760 optaget i den danske adelsstand. De var sønner af handelsmanden Abraham Kløcker (1673-1730), hvis moder Helvig eller Hedewig Kløcker (1641-1718) var af slægten.
Herman Lengerken de Kløcker blev gift: 1. gang med Mette Christine Wriesberg (død 1757), 2. gang med Caroline von Hoppe (10. januar 1732 – 21. januar 1819). 2 døtre: a) Elisabeth Christiane (1734 – 21. oktober 1761), gift 1753 med gehejmestatsminister Henrik Stampe; børn: Marie Elisabeth (1765-1804), gift 1790 med kommandør Henrik de Güntelberg (1740-1817). Med hans eneste søn, Frederik Adam, født 1762, der levede på Bornholm, uddøde 16. april 1821 denne linje på mandssiden.
Johannes de Kløcker havde 4 sønner. Den ældste, Abraham de Kløcker, født 2. september 1739, gik i russisk tjeneste. Den anden, Jacob de Kløcker, født 1742, blev dansk søofficer; hans søn, Christoph Herman de Kløcker, født 1781, var sømand og boede i Rønne; hans søn, Jacob Nicolai de Kløcker, født 1805, var skolelærer i Rønne, men har kun efterladt døtre. Den tredje søn, Niels Nicolai de Kløcker (1751-1821) til Eskildsmark, justitsråd og herredsfoged, gift med Caroline Bruyn, havde en søn, Christian Carl de Kløcker, født 1794, og 3 døtre: Elisabeth de Kløcker, født 1791, gift med kammerherre, landråd Frederik von Ahlefeldt, overretsdirektør i Slesvig; Georgine de Kløcker, født 1793, gift med konsul Ackermann i Kiel; Frederikke de Kløcker, født 1797, gift med kammerherre Ahlefeldt til Saxtorff. Den fjerde søn, Hans Holst de Kløcker (1754-1820) var byfoged i Frederikshald og justitsråd, gift 1781 med Anne Sophie Amalia Koefoed-Ancher. Sønner:
1. Peter Koefoed Marinus de Kløcker (30. maj 1782 – 1821), byfoged i Aalborg, kancelliråd, gift 1811 med Johanne Severine Ranøe, født 1783. Børn: Amalie Elisabeth Antoinette de Kløcker (1813-1875), gift med Johannes Galskjøtt, præst i Fredericia; Olivie Marie Vilhelmine de Kløcker, født 1816, i Vallø Stift; Hans Ranøe de Kløcker (1818-1884), oberst, chef for 39. bataillon, R. af D., gift, afkom.
2. Johannes Nicolai de Kløcker (1788-), overkrigskommissær, toldinspektør i Arendal, gift med Johanne Munk, født 1800; afkom, der blomstrer i Norge.
3. Andreas Abraham de Kløcker (1794-) til Hovgen, gift med Maria Olsen, født 1788. Afkom.